# Zaira grisea
Zaira grisea là một loài ruồi trong họ Tachinidae.